# Bourgeois-Nunatakker
Die Bourgeois-Nunatakker sind eine Gruppe von Nunatakkern an der Oates-Küste des ostantarktischen Viktorialands. Sie ragen 19 km südwestlich des Governor Mountain in den Wilson Hills des Transantarktischen Gebirges auf.
Der United States Geological Survey kartierte sie anhand eigener Vermessungen und Luftaufnahmen der United States Navy aus den Jahren von 1960 bis 1963. Das Advisory Committee on Antarctic Names benannte sie 1970 nach William L. Bourgeois, leitender Flugzeugmaschinist der US Navy und Flugingenieur einer LC-130 Hercules bei der Operation Deep Freeze der Jahre 1967 und 1968.